# Alice/I musicanti
Alice/I musicanti è un singolo di Francesco De Gregori, pubblicato in Italia nel 1973.

## Tracce
Lato A
1. Alice – 3:45 (Francesco De Gregori)

Lato B
1. I musicanti – 2:08 (Francesco De Gregori)

## Descrizione
Le due canzoni sono scritte, sia per il testo che per la musica, da Francesco De Gregori; la produzione e la realizzazione artistica è di Edoardo De Angelis, mentre gli arrangiamenti sono di De Angelis e De Gregori.
L'orchestra d'archi, presente in entrambe le canzoni, è diretta dal Maestro Luigi Zito.
Le registrazioni sono state effettuate presso lo Studio 38 in Roma (di proprietà dell'Apollo) da Aurelio Rossitto e Ivano Casoni, mentre i missaggi sono stati effettuati presso il Re - Recording 1 della RCA in Roma da Sergio Patucchi con Edoardo De Angelis e Francesco De Gregori.
La fotografia di de Gregori presente in copertina è di Giorgio Lo Cascio, ed è la stessa che è sulla copertina dell'album Alice non lo sa, pubblicato nello stesso anno, che contiene entrambe le canzoni.
L'anno successivo l'RCA Italiana lo ha ristampato (TPBO 1015) con una copertina diversa.
Il disco entrò in classifica nell'estate del 1973, arrivando fino alla ventinovesima posizione; secondo quanto dichiarato dallo stesso De Gregori, al momento dell'uscita vendette circa tremila copie, mentre l'album ne vendette il doppio.

## I brani

### Alice
Il brano Alice partecipò a Un disco per l'estate 1973 classificandosi all'ultimo posto; con gli anni diventerà, però, una delle canzoni più note di De Gregori.
Il testo accosta varie immagini, corrispondenti ai pensieri della Alice del titolo: questa è una ragazza che osserva tranquilla ciò che le accade attorno. Nella prima strofa vengono accostate Irene, ragazza che medita il suicidio (cui De Gregori dedicherà una canzone omonima) e Lili Marleen vista in una locandina, sempre bellissima nonostante la sua età, e già citata nella canzone "Famous blue raincoat" di Leonard Cohen. Il ritornello parla invece di un ragazzo che, costretto a sposarsi per aver messo incinta la sua ragazza, durante la cerimonia grida di non voler più il matrimonio, causando lo sdegno dei presenti. Nella seconda strofa, quella di Cesare Pavese (...e Cesare perduto nella pioggia sta aspettando da sei ore il suo amore ballerina) che, nel 1925, si ammalò di pleurite rimanendo a lungo sotto la pioggia per aspettare una cantante ballerina di varietà in un locale frequentato dagli studenti, della quale si era innamorato.
Nella terza strofa si parla di un mendicante arabo gravemente ammalato che non ha soldi e nemmeno un posto per dormire. Il verso « [...] il mendicante arabo ha qualcosa nel cappello...» era, in origine, stato scritto da De Gregori come  « [...] il mendicante arabo ha un cancro nel cappello...»; venne però censurato dalla RAI con la seguente motivazione: "La canzone va in onda in spazi appositi e in orari anche intorno a mezzogiorno e alla gente non piace sentir parlare di cancro a quell'ora". Francesco De Gregori ha sempre cantato la versione originale nelle esibizioni dal vivo. Ogni strofa si conclude con il verso "... ma tutto questo Alice non lo sa": la ragazza osserva tutti quelli che le ruotano intorno, ma in realtà rimane sempre estranea ai piccoli grandi drammi che accadono loro.

#### Inclusione in altri album
La canzone è stata cantata e inclusa in album dal vivo diverse volte con diversi arrangiamenti da De Gregori:
- nel 1993 in Il bandito e il campione
- nel 1997 in La valigia dell'attore
- nel 2002 in In tour (con Pino Daniele, Ron e Fiorella Mannoia)
- nel 2003 in Mix
- nel 2012 in Pubs and Clubs - Live @ the Place

Inoltre la canzone è stata cantata in duetto da De Gregori con Luciano Ligabue nel 2014 come primo singolo dell'album Vivavoce.

#### Cover
Nel corso degli anni la canzone di De Gregori ha avuto numerose cover; la prima, in ordine cronologico, è stata quella realizzata dalla Schola Cantorum nel 1975 e contenuta nel loro album Coromagia.
Da ricordare anche la versione incisa da Fiorella Mannoia nell'album dedicato ai cantautori realizzato in occasione della sua partecipazione alla trasmissione televisiva Premiatissima nel 1984.
Una versione è stata incisa anche da Mia Martini nel 1983 nell'album Miei compagni di viaggio.
Inoltre è stata incisa da Enrico Ruggeri nell'album di cover Contatti, e da Interno 17 & Valèry Larbaud nell'album tributo Con quali occhi... (Un Omaggio A Francesco De Gregori) nel 2007, allegato alla rivista musicale "Il Mucchio Extra" N. 24 - Inverno 2007.

### I musicanti
Canzone molto breve, con la musica basata sull'orchestra d'archi (il cui intro riprende il giro di accordi de "La casa di Hilde"); il testo racconta i preparativi di un gruppo di musicisti che si preparano a suonare.